# Noordgouwe
Noordgouwe (51° 42′ N, 3° 56′ L) é uma cidade dos Países Baixos, na província de Zelândia. Noordgouwe pertence ao município de Schouwen-Duiveland, e está situada a 21 km southwest of Hellevoetsluis.
Em 2001, a cidade de Noordgouwe tinha 229 habitantes. A área urbana da cidade é de 0.073 km², e tem 101 residências.
A área de Noordgouwe, que também inclui as partes periféricas da cidade, bem como a zona rural circundante, tem uma população estimada em 370 habitantes.